# Rezervația naturală Zberoaia–Lunca
Zberoaia–Lunca este o rezervație naturală silvică în raionul Nisporeni, Republica Moldova. Este amplasată în ocolul silvic Grozești, Zberoaia-Lunca parcela 8, subparcelele 1-41. Are o suprafață de 147,9 ha. Obiectul este administrat de Gospodăria Silvică de Stat Nisporeni.
Este o arie protejată de pădure din lunca râului Prut, cu arborete de plop (Populus alba, Populus nigra) și salcie (Salix alba, Salix fragilis).

## Localizare
Rezervația este amplasată între comunele Grozești (la nord), Zberoaia (la est) și Bălăurești (la sud), în raionul Nisporeni.

## Componența floristică
În cadrul rezervației au fost determinate 222 de specii de plante vasculare: 23 specii de arbori, 8 specii de arbuști, 5 specii de liane și 186 specii de plante ierboase.
Arboretul este alcătuit din 23 specii de arbori, cei mai răspândiți fiind: plop (Populus alba, Populus nigra), salcie (Salix alba, Salix fragilis), jugastru (Acer campestre), ulm (Ulmus carpinifolia), salcâm (Robinia pseudoacacia), glădiță (Gleditsia triacanthos), carpen (Carpinus betulus) etc. În arboret au fost evidențiate 5 specii de liane: Clematis recta, Hedera helix, Humulus lupulus etc.
În aria protejată au fost identificate 10 specii de plante rare, inclusiv: 
- 3 specii periclitate - Asparagus officinalis, Vitis sylvestris, Paris quadrifolia;
- 4 specii vulnerabile - Asparagus tenuifolius, Galanthus nivalis, Fritillaria meleagris, Frangula alnus;
- 3 specii cu risc scăzut - Asparagus pseudoscaber, Epipactis helleborine, Viburnum opulus.

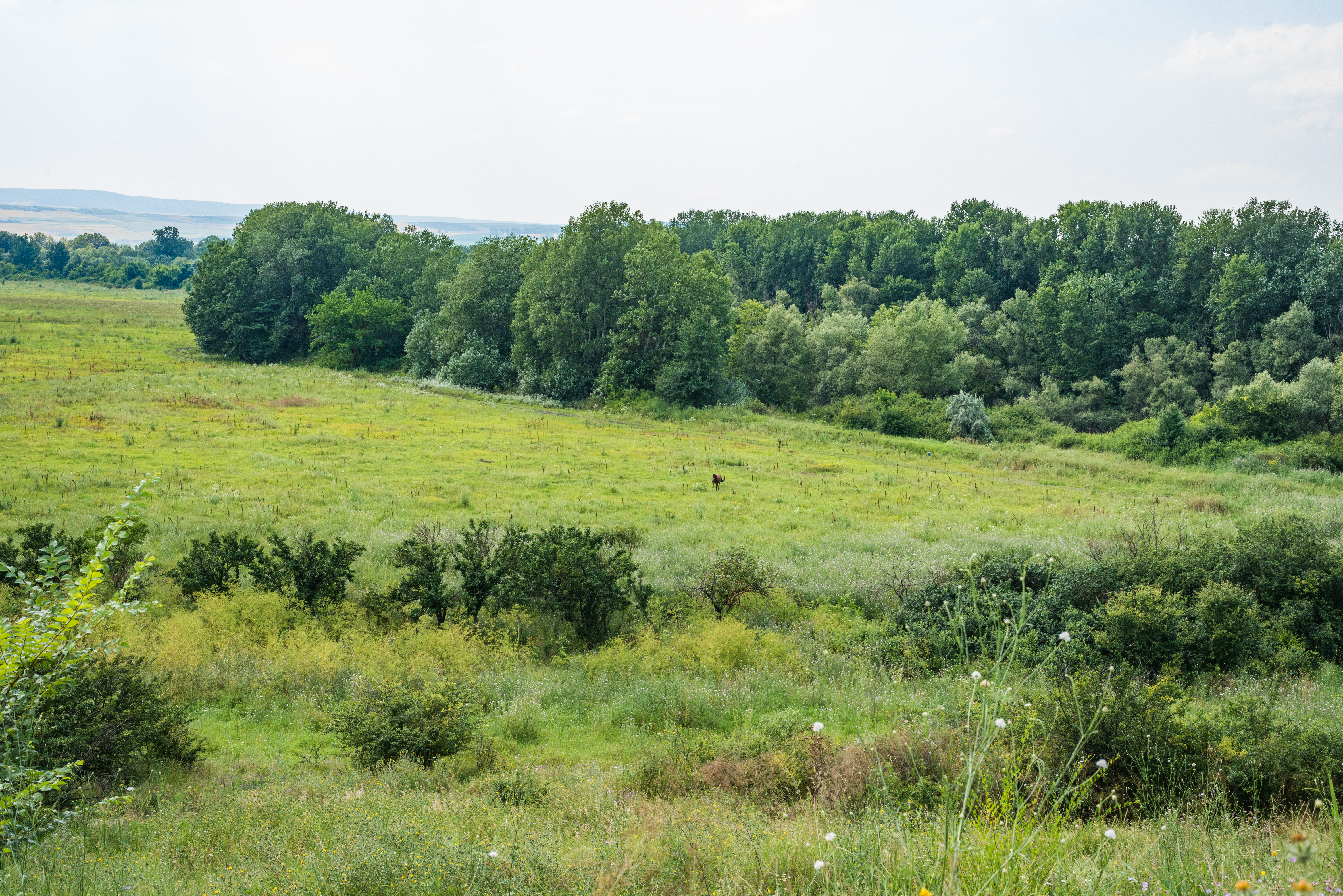
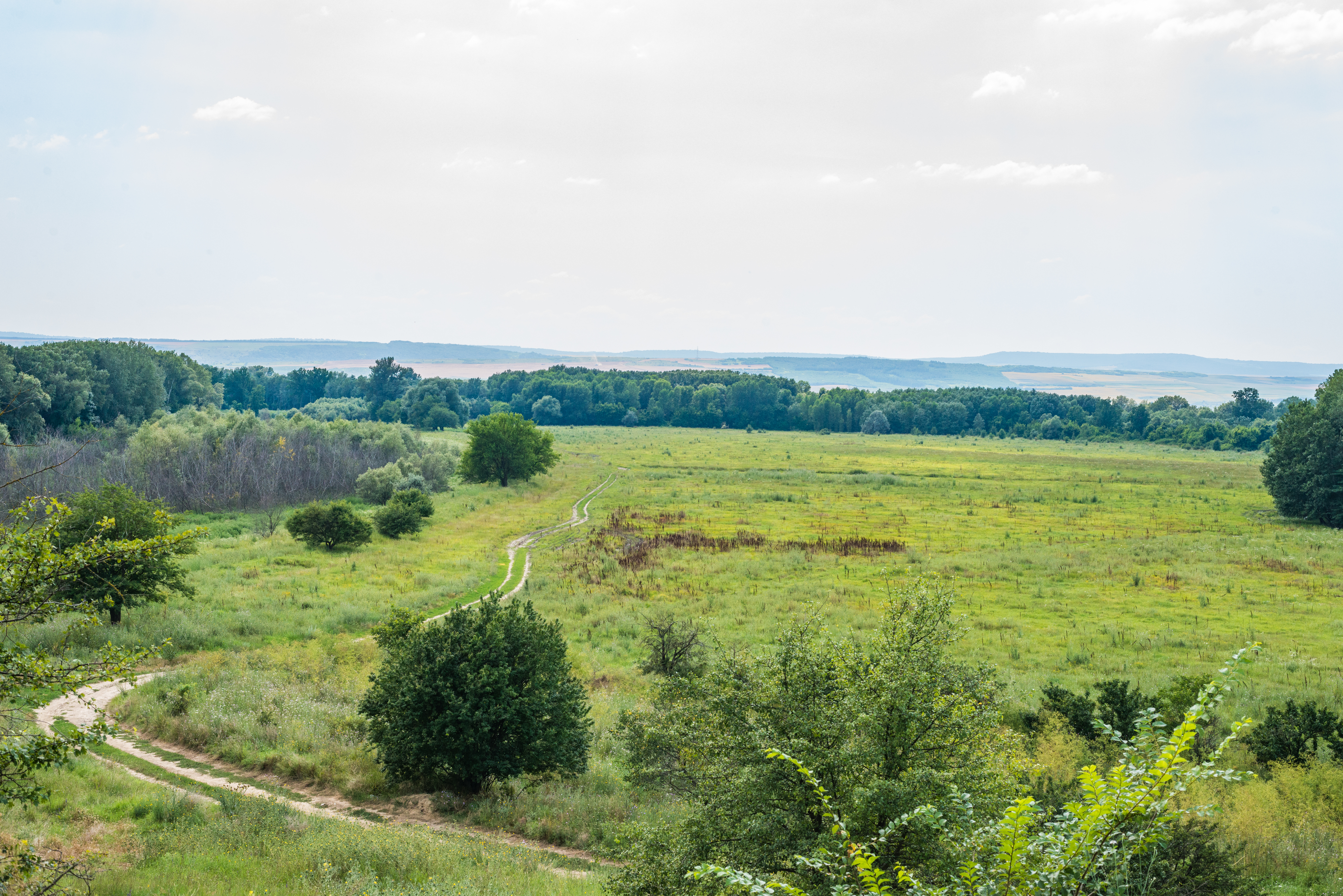
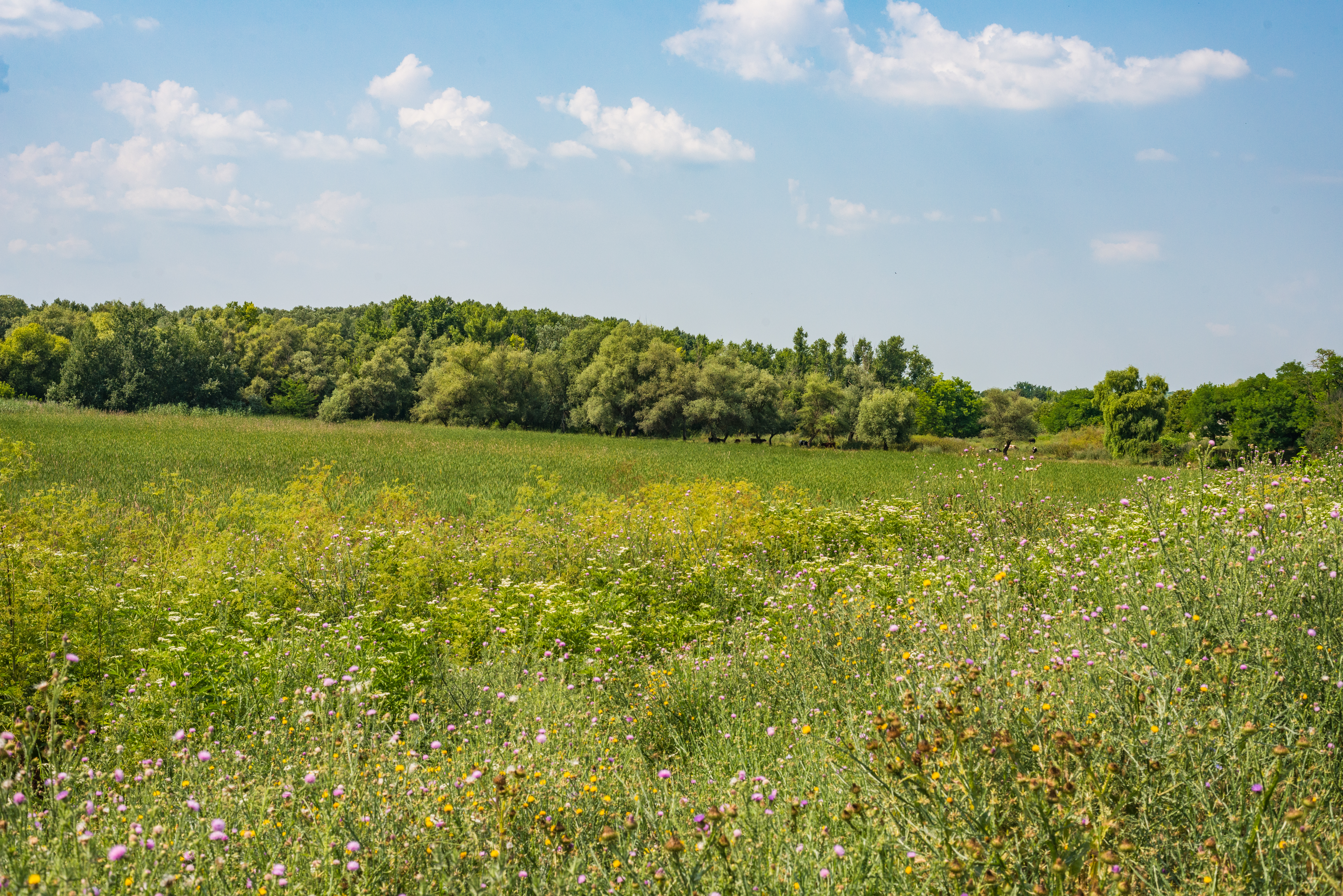
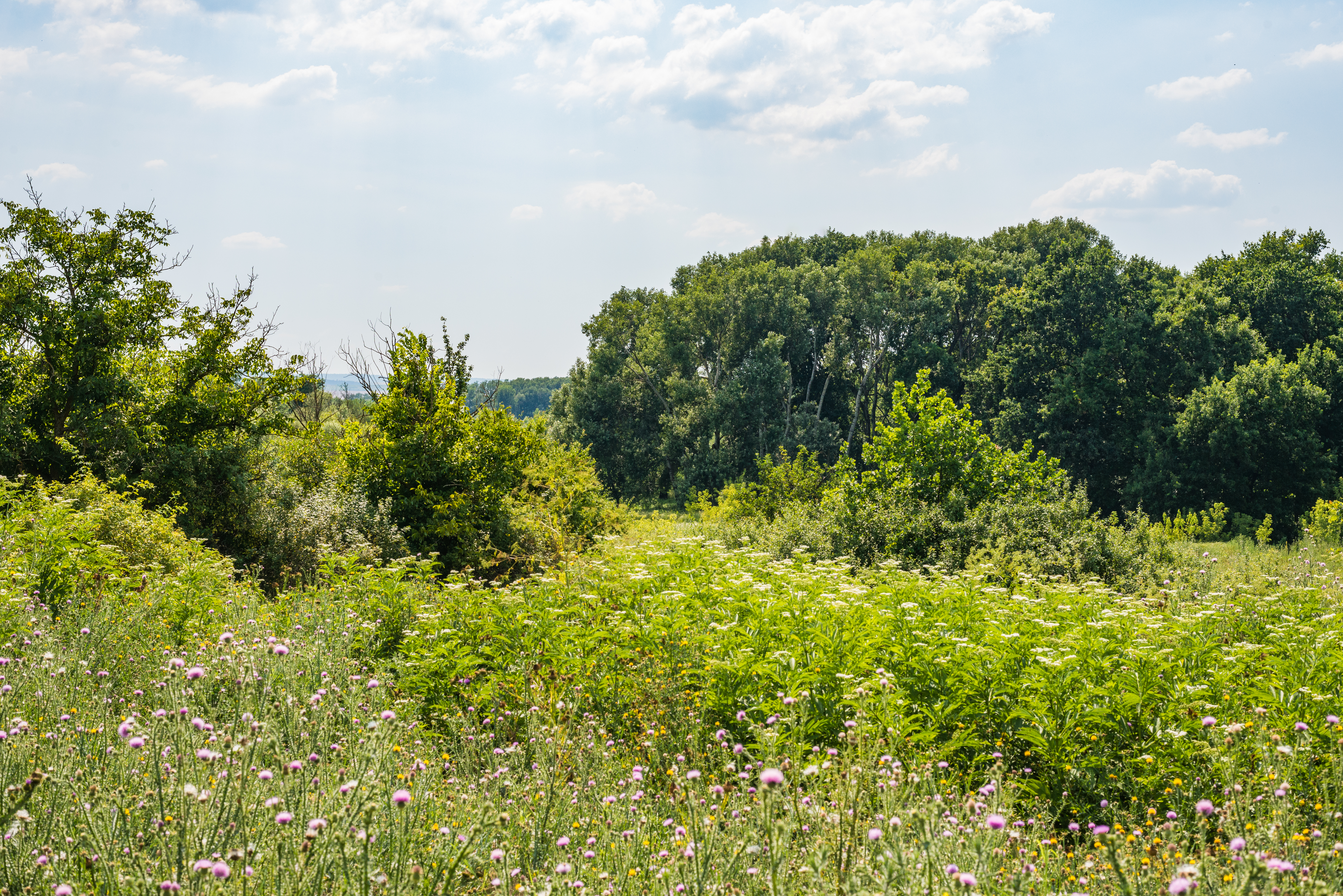

## Faună
În 2008 a fost semnalată o colonie de bâtlani (Ardea cinerea, Nycticorax nycticorax, Egretta garzetta), cu un efectiv de 300 de indivizi.